# Maurice Bouviolle
 (mars 2020).
Si vous disposez d'ouvrages ou d'articles de référence ou si vous connaissez des sites web de qualité traitant du thème abordé ici, merci de compléter l'article en donnant les références utiles à sa vérifiabilité et en les liant à la section « Notes et références ».
Maurice Bouviolle né à Beauvais le 3 juin 1893 et mort à Marseille le 29 juin 1971 est un peintre français.

## Biographie
Élève de l'École nationale supérieure des beaux-arts de Paris en 1910, dans les ateliers de Gabriel Ferrier et de Henri Rousseau, il rencontre, en 1912, le peintre Maxime Maufra qui l'encourage à se rendre en Algérie. Il y effectue ensuite son service militaire au 1er régiment de tirailleurs algériens de Blida. Ses peintures orientalistes sont nombreuses. Arrivé en 1917 à Blida, son talent singulier est remarqué dès 1921 au Salon des artistes algériens et orientalistes à Alger. Il obtient le prix Abd-el-Tif en 1921 (avec Jean Bouchaud). Remarqué et conseillé par Georges-Antoine Rochegrosse et Maxime Noiré, il expose son Marché à Ghardaia au Salon des artistes français de 1922, ce qui lui vaut le prix Maguelonne-Lefebvre-Glaize et la médaille d'argent, lui assurant définitivement son succès. Il reçoit le grand prix artistique de l'Algérie en 1931, année de l'Exposition coloniale pour laquelle il réalisa des dioramas, et la médaille de vermeil lui est remise en 1942 par l'Union Artistique de l'Afrique du Nord,fondée par Roméo Aglietti en 1921.
Parmi ses principaux thèmes, on trouve la région du M'zab, avec une curiosité particulière pour les gens (place et scènes de marché de Ghardaïa, musiciens, danseuses Ouled Naïls). Comme Marius de Buzon, dénommé le « chantre de la Kabylie », Maurice Bouviolle était appelé le « chantre du M'Zab ». Il quitte Alger à la fin de la Seconde Guerre mondiale. Frappé d'hémiplégie en 1961, il continue malgré tout à peindre des vues de Marseille où il s'était installé. Il reste, en poète, « le conservateur des valeurs immuables d'un monde changeant… en conformité avec l'art de son temps des années 1910 ».

## Collections publiques
En Algérie
- Alger, musée national des beaux-arts :
  - Femmes juives de Ghardaïa, huile sur toile ;
  - Mauresques d'Alger, huile sur toile ;
- Bougie ;
- Kouba, lycée de jeunes filles : peinture murale, 1958 ;
- Mostaganem ;
- Oran, collège de jeunes filles d'Oran-Gambetta : peinture murale, 1956, 3,85 × 2,60 cm ;
- Oran, musée national Zabana d'Oran ;

En Égypte
- Le Caire ;

En France
- Autun, musée Rolin : Rue le soir à Ghardaïa ;
- Bayeux, musée Baron Gérard ;
- Beauvais, musée départemental de l'Oise : fonds d'une soixantaine d'œuvres (donation de 1987) ;
- Boulogne, musée des Années Trente de Boulogne : Ghardaïa, oasis du Sahara algérien ;
- Guérigny ;
- Narbonne ;
- Perpignan ;
- Senlis ;
- Soissons ;
- Toulon, musée d'art de Toulon : Alger, les quais, huile sur toile, 73 × 92 cm ;
- Voiron, musée Mainssieux ;

En Irlande
- Dublin ;

Au Maroc
- Casablanca ;
- Rabat ;

En Tunisie
- Tunis.

## Salons et expositions
- 1920, Alger
- 1921, Alger, villa Abd-el-Tif ; Paris, galerie Georges Petit ; Salon des peintres orientalistes ;
- 1922, Salon des artistes français, Place de Ghardaia (médaille d'argent du jury) ;
- 1923, Salon des peintres orientalistes français ;
- 1925, Paris, galerie Georges Petit (notamment Marché de Boghari), Salon Abd-El-Tif (palais des Assemblées algériennes) ;
- 1929, Marseille ;
- 1930, Beauvais ;
- 1931, Anvers et Lyon ;
- 1930-1938, Alger (galerie Soubiron, Union artistique de l'Afrique du Nord), Oran, Rabat, Meknès, Casablanca, Tunis (galerie du Colisée) ;
- 1930-1935, Paris, galerie Allard ;
- 1933 à 1935, Salon des peintres orientalistes français ;
- Expositions coloniale et internationale de 1931 et 1937 ;
- 1935, Salon d'automne ;
- 1939, musée de la France d'Outre-mer (cent tableaux des sept villes du M'Zab de M. Bouviolle) ;
- 1946, Salon des Tuileries, galerie Colin (exposition de groupe avec Armand Assus, Charles Brouty, etc.) ;
- 1947, Alger, quarante-quatrième salon des artistes algériens ;
- 1948, Alger, galerie Pasteur ;
- 1950, Alger, galerie Marichal ;
- 1953, 50e salon des artistes algériens et orientalistes ;
- 1956, septième Salon des indépendants, salle Borde, Alger, avec Robert Martin, Jack Chambrin, Jean Gachet et Charles Dufresne ;
- 1957, salles Pierre Bordes, Société des lettres et des arts, 24e Salon, avec Marius de Buzon, et Frailong.